# Microvelia torquata
Microvelia torquata är en insektsart som beskrevs av Champion 1898. Microvelia torquata ingår i släktet Microvelia och familjen vattenlöpare. Inga underarter finns listade i Catalogue of Life.